# Peter Kienle
Peter Kienle (*  23. Juli 1960 in Metzingen) ist ein deutscher Fusion- und Jazzmusiker (Gitarre, auch Chapman Stick, Komposition), der seit 1988 überwiegend in den USA tätig ist.

## Leben und Wirken
Kienle spielt Gitarre seit dem 13. Lebensjahr. Er studierte zwei Semester Jazzschule München. 1983 gründete er die Band BeebleBrox in Albstadt, in der er seit 1986 mit Monika Herzig zusammenarbeitet. 1987 und 1988 tourte er mit Bill Molenhof durch Südeuropa.
1988 zog Kienle mit Herzig in die USA, wo sie sich mit BeebleBrox im Mittleren Westen etablierten konnten. 1997 und 1998 tourten sie in Deutschland mit Peter Lehel. Mit seinem Trio Third Man erschien im selben Jahr das gleichnamige Album. 2002 war er Mitbegründer von Kwyjibo (The Return of Kwyibo). Seine Solo-CD Peter's Money erschien 2009 beim Label Acme. Weiterhin gründete er die Gruppen Splinter Group und Earplane im selben Jahr. Sein Soloalbum Hydrogen Sonata (2016) reflektiert Filme aus dem Science-Fiction-Genre. 2017 veröffentlichte er gemeinsam mit Monika Herzig das Album The Time Flies bei Jazzsick Records.
Als Arrangeur publizierte er für 7-saitige Gitarre eigene Fassungen von Bachs Inventionen und des Wohltemperierten Klaviers.